# Piophila latipennis
Piophila latipennis är en tvåvingeart som beskrevs av Ozerov och Bartak 1993. Piophila latipennis ingår i släktet Piophila och familjen ostflugor.
Artens utbredningsområde är Tjeckien. Inga underarter finns listade i Catalogue of Life.